# Kaliajir
Kaliajir is een bestuurslaag in het regentschap Banjarnegara van de provincie Midden-Java, Indonesië. Kaliajir telt 4610 inwoners (volkstelling 2010).